# Geert Van Bondt
Geert Van Bondt (Ninove, 18 november 1970) is een voormalig Belgische wielrenner, beroeps van 1993 tot 2004. Zijn belangrijkste overwinning behaalde hij in 2000, toen hij de klassieker Gent-Wevelgem won in dienst van Farm Frites.
Sinds januari 2012 is hij sportdirecteur bij Team Garmin-Sharp-Barracuda.

## Palmares
1997
- 1e etappe Circuit Franco-Belge

1998
- Gullegem Koerse
- 15e - Kuurne-Brussel-Kuurne

1999
- 40e - Omloop Het Volk, Lokeren (klassieker)

2000
- Gent-Wevelgem
- 2e - Kuurne-Brussel-Kuurne

2002
- 3e etappe Ronde van Rijnland-Palts

## Resultaten in voornaamste wedstrijden
| Jaar | Ronde van Italië | Ronde van Frankrijk | Ronde van Spanje |
| ---- | ---------------- | ------------------- | ---------------- |
| 1994 |                  |                     |                  |
| 1995 |                  |                     |                  |
| 1996 |                  |                     |                  |
| 1997 |                  |                     |                  |
| 1998 |                  | buiten tijd         |                  |
| 1999 |                  |                     | 83e              |
| 2000 |                  | 118e                | opgave           |
| 2001 |                  |                     |                  |
| 2002 |                  |                     |                  |

| Jaar | Milaan-San Remo | Gent-Wevelgem | Ronde van Vlaanderen | Parijs-Roubaix | Amstel Gold Race | E3 Harelbeke | Kuurne-Brussel-Kuurne |  | WK op de weg |
| ---- | --------------- | ------------- | -------------------- | -------------- | ---------------- | ------------ | --------------------- |  | ------------ |
| 1994 |                 |               | 77e                  |                |                  |              |                       |  |              |
| 1995 |                 |               | 50e                  |                |                  |              |                       |  |              |
| 1996 |                 |               | 84e                  |                |                  |              |                       |  |              |
| 1997 |                 | 36e           |                      |                |                  | 7e           |                       |  | opgave       |
| 1998 | 94e             | 104e          |                      | 40e            |                  |              |                       |  |              |
| 1999 | 80e             |               | 37e                  | 65e            | 84e              |              | 15e                   |  | opgave       |
| 2000 |                 | Goud          | 92e                  | 44e            | 78e              | ↑            | Zilver                |  |              |
| 2001 | 154e            |               | 44e                  |                |                  |              |                       |  |              |
| 2002 | 165e            |               |                      |                |                  |              |                       |  |              |